# Tengo fe
Tengo Fe es el octavo trabajo discográfico del cantautor colombiano Carlos Vives (Tercero con Sonolux).

De este álbum se desprende el éxito El Caballito, que fue un tema ícono en este año. Se publicó el 12 de agosto de 1997 en LP, Casete, y CD.

## Sencillos
1. «El caballito»
2. «Qué diera»
3. «Tengo Fe»

## Canciones

### CD
1. Tengo Fe - 3:43
2. Qué Diera - 4:11
3. Los Buenos Tiempos - 3:51
4. Pambé - 3:50
5. Amores Escondidos - 3:41
6. Interior - 3:34
7. Sol de Mediodía - 3:00
8. Cumbia Americana - 4:11
9. Malas Lenguas - 4:14
10. El Caballito - 3:45

### LP & Casete
- A1: Tengo Fe (Carlos Vives / Carlos Iván Medina)
- A2: Qué Diera (Carlos Vives)
- A3: Los Buenos Tiempos (Carlos Vives)
- A4: Pambé (Carlos Vives)
- A5: Amores Escondidos (Carlos Vives / Egidio Cuadrado)
- B1: Interior (Carlos Vives / Medina)
- B2: Sol de Mediodía (Carlos Vive)
- B3: Cumbia Americana (Carlos Vives)
- B4: Malas Lenguas (Carlos Vives)
- B5: El Caballito (Gilberto Martínez)